# Bernhard von Poten
Karl Georg Heinrich Bernhard Poten (à partir de 1899 von Poten ; né le 8 août 1828 à Celle et mort le 22 novembre 1909 à Berlin) est un colonel prussien et écrivain militaire.

## Biographie

### Origine
Poten vient d'une famille d'officiers de la classe moyenne de l'électorat de Brunswick-Lunebourg. Ses parents sont le major hanovrien Georg Poten (1799-1882) et Juliane Dorothea Kannengießer (1804-1841). Son oncle Friedrich Poten (1779-1845), lieutenant-colonel hanovrien, est élevé au statut de baron héréditaire en 1827 par le grand-duc Louis Ier de Bade. Son neveu continue la lignée baronniale.

### Carrière
Poten sert dans l'armée hanovrienne (de) de 1847 à 1866. En 1847, il est sous-lieutenant, en 1854, il est promu premier lieutenant et en 1863 Rittmeister. En tant que tel, il appartient au régiment de hussards hanovrien "Reine" avec un brevet du 2 décembre 1859. Après la fin de l'armée hanovrienne et sa prise de contrôle dans le 10e corps d'armée de Prusse, Poten est également passé aux services prussiens. En 1867, Poten est nommé chef d'escadron au 4e régiment de hussards (de). Il est promu major en 1870. De 1871 à 1874, il est à l'état-major du régiment et de 1874 à 1884 adjudant à l'Inspection générale de l'enseignement et de l'instruction militaires sous un poste à la suite de son régiment. Pendant ce temps, il est devenu lieutenant-colonel en 1875 et reçoit le grade de colonel en 1878. Le 3 novembre 1884, sa demande de démission avec pension et autorisation de porter son ancien uniforme est accordée.
Poten est élevé à la noblesse prussienne à Berlin le 1er janvier 1899.

### Famille
Poten épouse Anna Sophie Elisabeth Behncke (1837-1905) à Celle en 1861. Du mariage est né Heinrich Georg Wilhelm Alexander (1863-1920), qui se lance dans une carrière militaire dans l'armée prussienne et devient major général.

## Travaux
- Militairischer Dienst-Unterricht für die Kavallerie des deutschen Reichsheeres. Berlin 1875.
- Unser Volk in Waffen: Das deutsche Heer in Wort und Bild. Spemann, Berlin / Stuttgart 1885, (OCLC 458073164); Nachdruck in: Historische Bibliothek, Melchior, Wolfenbüttel 2008,  (ISBN 978-3-939791-66-9) (in Fraktur).
- Georg Freiherr von Baring: königlich hannoverscher Generallieutenant 1773–1848: Ein Lebensbild auf Grund v. Aufzeichngn d. Verstorbenen u. v. Mittheilgn d. Familie entworfen. Berlin 1898.
- Geschichte des Militär-Erziehungs- und Bildungswesens in den Landen deutscher Zunge. Berlin 1900.
- Des Königs Deutsche Legion. 1803–1816. 1905.
- Handbuch für den Einjährig-Freiwilligen sowie für den Reserve- und Landwehr-Offizier der Kavallerie. Berlin 1911 (gemeinsam mit Albrecht Axel von Maltzahn).
- Handwörterbuch der gesamten Militärwissenschaften. (9 Bände) Velhagen & Klasing, Bielefeld und Leipzig 1877–1880 (Digitalisat).
- Kommandobuch zum ExerzirReglement für die Kavallerie vom 10. April 1886. (Digitalisat).
- Geschichte des Militär-erziehungs- und Bildungswesens in Sachsen. (Digitalisat).
- Die Generale der Königlich Hannoverschen Armee und ihrer Stammtruppen. E.S. Mittler & Sohn, Berlin 1903 (Digitalisat).

Poten a également écrit de nombreux articles individuels dans l'Allgemeine Deutsche Biographie (ADB), principalement sur les officiers.